# Miljakovci
Miljakovci (serbisch-kyrillisch Миљаковци) ist ein Ortsteil der Gemeinde Prijedor im Nordwesten von Bosnien und Herzegowina und gehört seit dem Bosnienkrieg zur Republika Srpska. 2013 hatte Miljakovci 628 Einwohner.

## Geographie
Miljakovci liegt in einer landwirtschaftlichen genutzten Hochebene etwa drei Kilometer östlich des Flusses Sana. Die Entfernung bis zur Stadt Prijedor beträgt etwa acht Kilometer.
Koordinaten: 44° 54′ N, 16° 45′ O